# Cerca eletrificada

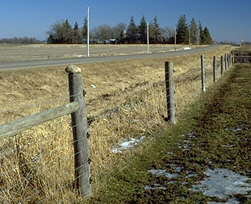
Cerca eletrificada de arame de alta resistência. Apenas os fios ligados aos isoladores pretos estão eletrificados

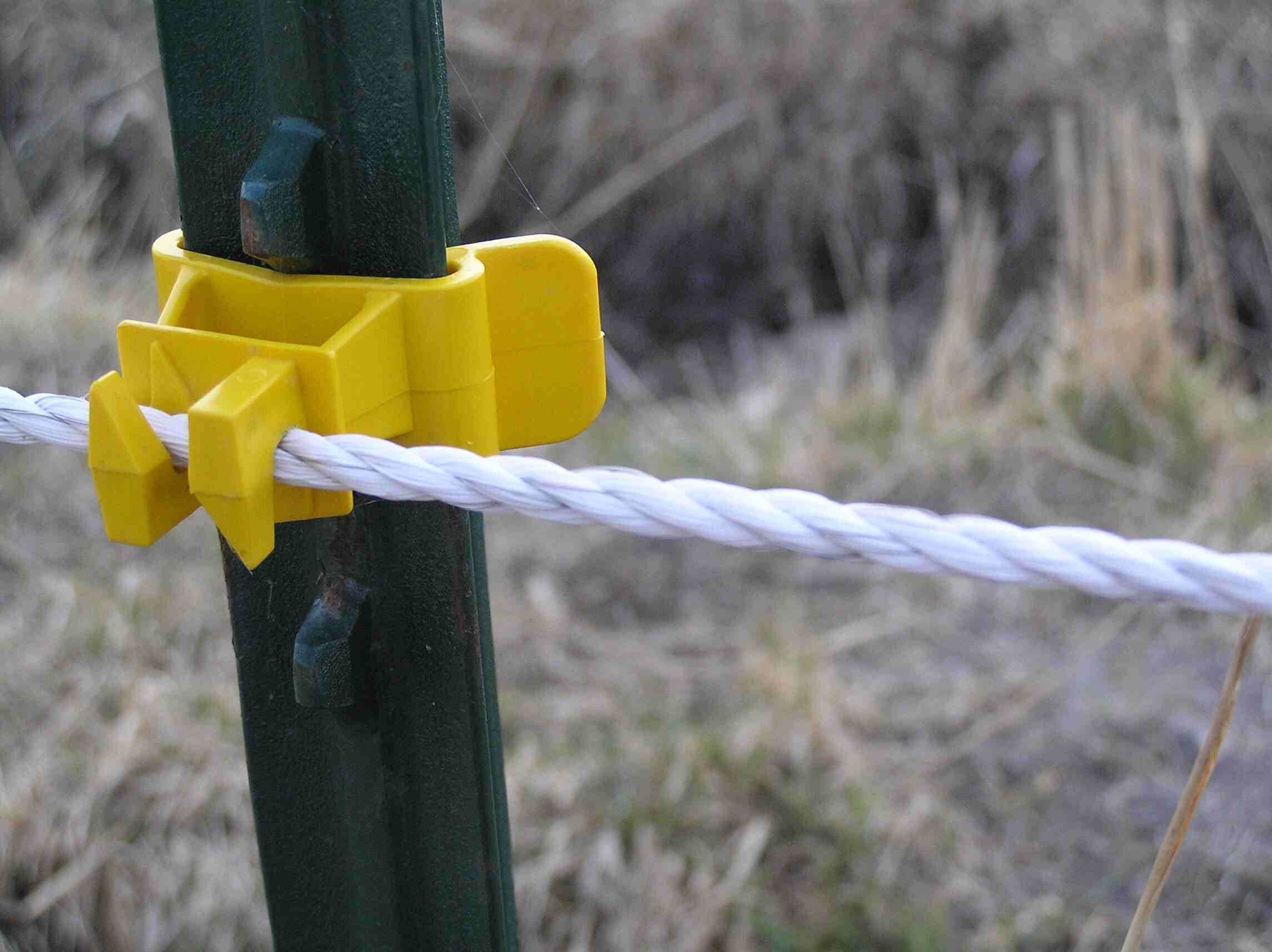
Detalhe de uma cerca eletrificada feita com material sintético atravessado por metal, preso a postes metálicos através de isoladores plásticos

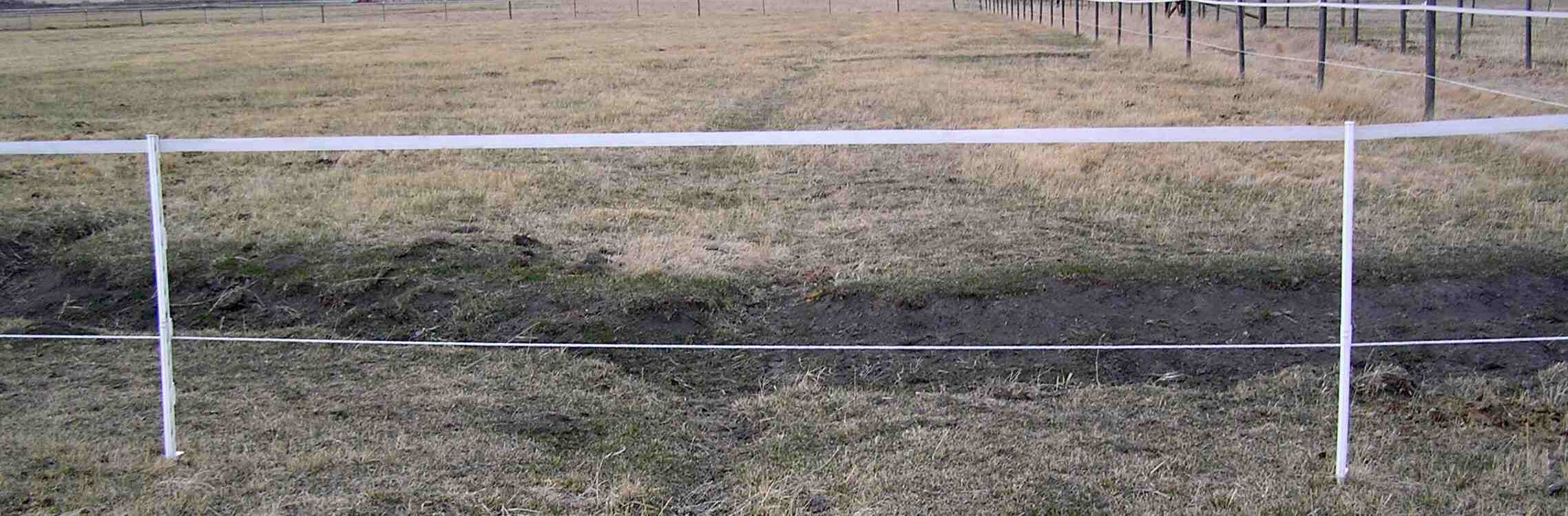
Cerca eletrificada temporária, feita com materiais sintéticos

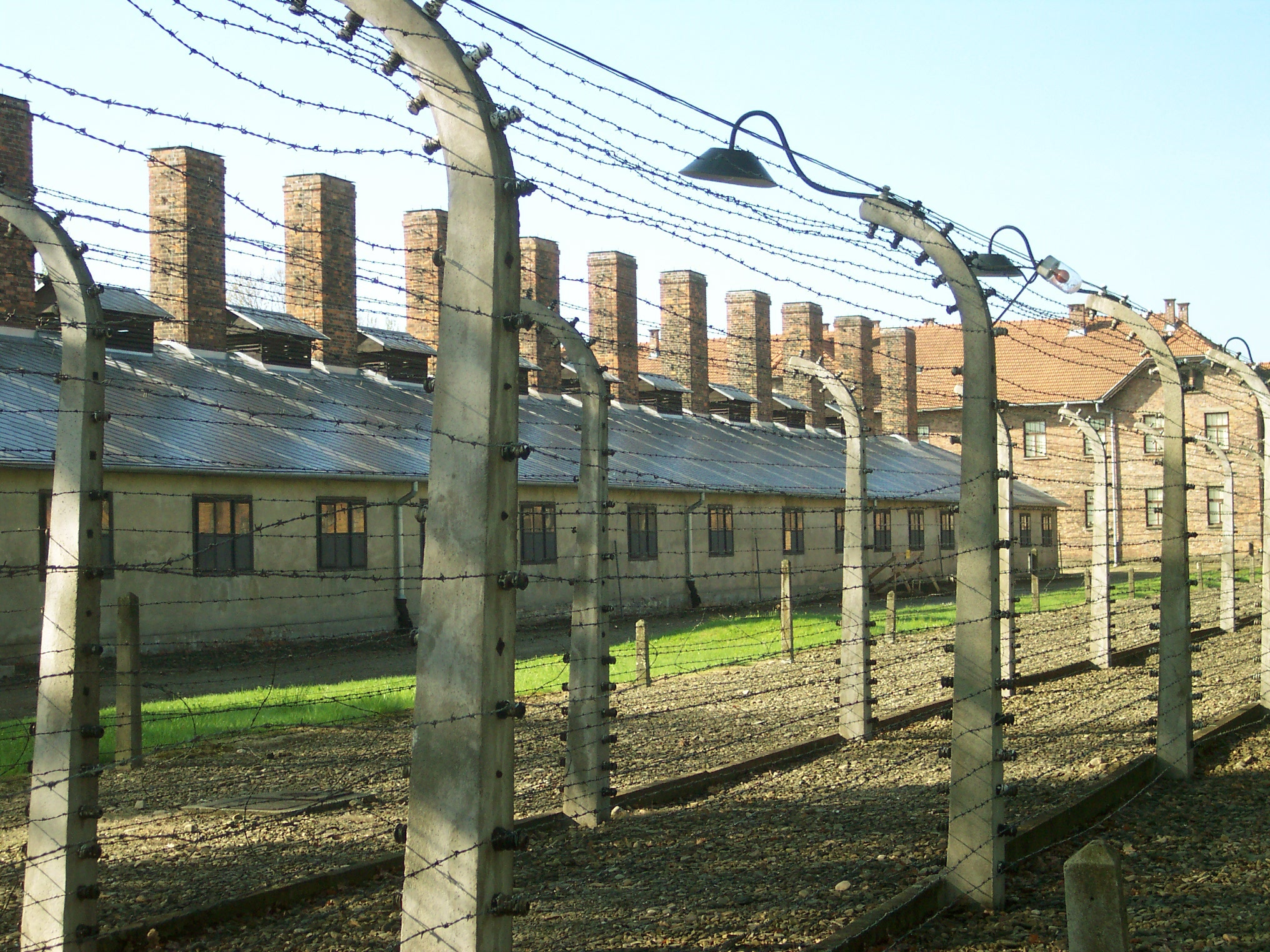
Cerca eletrificada do Campo de Concentração de Auschwitz.

Uma cerca eletrificada é uma barreira que usa o choque elétrico impedir animais ou pessoas de atravessarem um limite. A intensidade da corrente elétrica poderá provocar efeitos que podem ir do desconforto até à dor ou mesmo a morte. A maioria das cercas eletrificadas é usada, hoje em dia, na atividade pecuária para controlar animais, ainda que seja frequentemente usada para reforçar a segurança de áreas sensíveis, existindo, nestes casos, instalações onde é usada alta tensão.

## História
O conceito de cerca eletrificada foi descrita pela primeira vez no livro Um Ianquee do Connecticut na Corte do Rei Artur de Mark Twain, em 1889, usada como arma defensiva. Uma primeira aplicação real de cerca eletrificada foi desenvolvida em 1936-1937 pelo inventor neozelandês William Bill Gallagher Sr.. Construída a partir do sistema de ignição de um automóvel de um conjunto de montagem meccano, Gallagher usou o engenho para impedir o seu cavalo de arranhar o seu carro. Mais tarde, Gallagher criou uma empresa para desenvolver o comercializar o projeto.
Em 1962, outro neozelandês, Doug Phillips, inventou a cerca eletrificada baseada numa descarga do eletrificador. Este sistema aumento, significativamente, a possibilidade de comprimento de uma cerca elétrica que passou de algumas centenas de metros a cerca de 70 quilómetros, ao mesmo tempo reduzindo os custos em mais de 80 %.
Ao longo dos anos, as cercas elétricas melhoraram significativamente. Os aperfeiçoamentos incluem:
1. Isolantes em polietileno, substituindo os de porcelana;
2. Melhoramentos no esquema elétrico dos eletrificadores;
3. Introdução de arame de aço de alta resistência;
4. Introdução de redes sintéticas.

## Projeto e função
As cercas eletrificadas são projetadas para criarem um circuito elétrico quando tocadas por um animal ou por uma pessoa. Um componente chamado "energizador de potência" converte a potência num breve pulso de alta voltagem. Um terminal do energizador larga cerca de um pulso elétrico por segundo ao longo de um fio descoberto. Outro terminal é ligado a uma vareta de metal implantada no solo que serve de fio terra. Um animal ou pessoa que toca no fio e no solo simultaneamente vai completar um circuito elétrico, conduzindo o pulso, que lhe causa um choque elétrico doloroso. Os efeitos do choque elétrico dependem da voltagem, da corrente usada e do grau de contacto entre o animal ou pessoa e a cerca e o solo. Pode ir de um efeito quase imperceptível até a um efeito altamente doloroso ou mesmo letal.

### Eletrificadores de cerca
Os primeiros eletrificadores de cerca de corrente alterna usavam um transformador e um interruptor mecânico para gerar pulsos elétricos. Os pulsos eram amplos e a voltagem imprevisível, com picos com mais de 10 000 V e uma rápida queda à medida que a perda da cerca aumentava. O mecanismo do interruptor tinha tendência a falhar. Sistemas posteriores substituíram o interruptor por um circuito de estado sólido, com uma melhoria em termos de longevidade mas sem mudanças no que diz respeito ao pulso ou ao controlo da voltagem.
Os eletrificadores de cercas queimadoras de ervas daninhas - populares durante algum tempo - emitiam um pulso de maior duração que destruiria as ervas que tocassem na cerca. Estas cercas tornaram-se responsáveis por muitos incêndios em mato, durante as épocas mais secas. apesar de ainda estarem disponíveis, a sua popularidade declinou acentuadamente.
Os modernos eletrificadores de cerca de baixa impedância usam um esquema diferente. Um condensador é carregado por um circuito de estado sólido. Quando contacta com um animal ou pessoa no solo, a carga é então libertada usando um tiristor ou um componente semelhante de estado sólido. A voltagem é consistente devido ao controlo de saída, dentro dos limites da potência de saída. A largura de pulso é muito mais estreita, com cerca de 10 microssegundos. Este esquema funciona tanto com baterias como com fontes de energia principais.
Dependendo da área a ser cercada e da localização ser mais ou menos remota, os eletrificadores de cerca devem ser ligados a um circuito elétrico permanente, podem ser abastecidos por uma bateria - das do tipo usadas em automóveis - ou podem ser abastecidos por uma pequena bateria carregada por um painel solar. O consumo energético de uma cerca em boas condições é baixo e, assim, uma bateria pode fornecer energia a várias centenas de metros de cerca sem ser recarregada durante várias semanas. Para períodos mais curtos, podem ser usadas pilhas. Alguns eletrificadores são capazes de ser abastecidos por mais de uma fonte.

### Materiais de construção
O arame de aço macio é o material mais frequentemente usado nas cercas eletrificadas, o qual pode ir desde o arame fino usado como uma única linha até ao arame mais espesso de alta resistência. Menos frequentemente, pode ser usado arame farpado, mas essa aplicação pode tornar as cercas mais perigosas, particularmente para uma pessoa ou animal que ficar preso na cerca. As redes de materiais sintéticos atravessados por arames bons condutores - normalmente de aço inoxidável - também estão disponíveis, sendo particularmente úteis em zonas que requerem uma visibilidade elevada ou em cercas temporárias.
A cerca eletrificada em si deve ser mantida isolada em relação à terra e a quaisquer materiais que conduzam de eletricidade, que queimem ou que provoquem curtos circuitos na cerca. Assim, as cercas devem evitar a vegetação e não podem ser diretamente presas a postes de madeira ou de metal. Normalmente, os postes são cravados no solo, sendo-lhes presos isolantes de plástico ou porcelana, e o material da cerca preso a estes. Outras técnicas envolvem o uso de postes de materiais sintéticos não condutores.

## Utilização

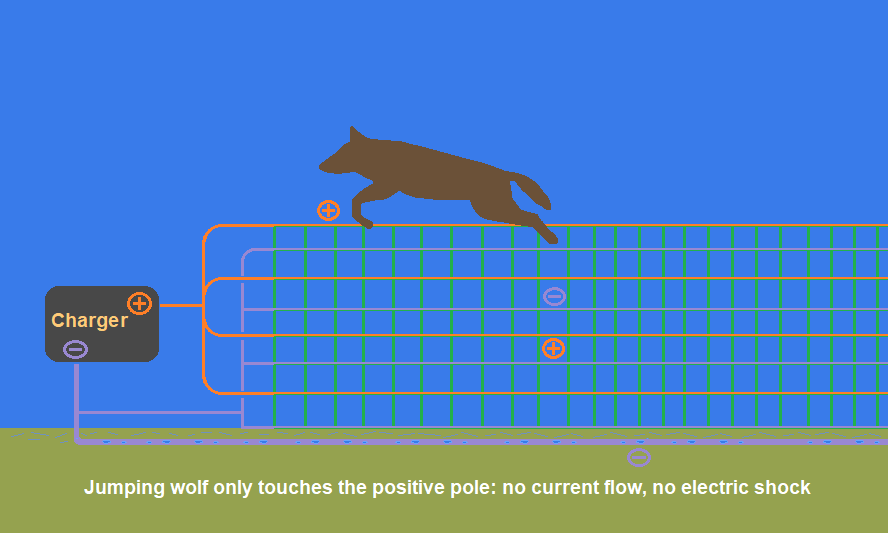
Um lobo pulando uma cerca elétrica.

### Agricultura
Cercas eletrificadas permanentes são utilizadas em muitas áreas agrícolas para confinar animais, sendo muitas vezes, mais económicas que as cercas convencionais, uma vez que usa materiais mais leves e arame liso. O risco de ferimento em animais é menor, sobretudo se comparado com o risco das cercas de arame farpado.
As suas desvantagens incluem o risco de toda a cerca ficar inoperante se um dos fios condutores se partir, se existir um curto circuito provocado pelo contacto de um material condutor, se ocorrer uma falha do abastecimento de energia ou se for necessário o corte do abastecimento em virtude de existir risco de incêndio. Outras desvantagens podem ser a falta de visibilidade ou ou choque elétrico potencial num humano que possa tocar acidentalmente na cerca.
Na prática, contudo, a partir do momento em que os animais tomam contacto com as consequências desagradáveis de tocar na cerca eletrificada, os mesmos tendem a evitá-la durante muito tempo, mesmo quando está inativa. Por outro lado, alguns animais evitam o choque elétrico, passando rapidamente pela cerca entre dois pulsos elétricos ou empurrando outros animais contra a cerca. Animais com muito pêlo como as ovelhas, podem forçar as cercas, usando o seu pêlo como isolamento. Alguns animais também aprendem a reconhecer o ligeiro zumbido feito por algumas cercas em funcionamento e assim sentir quando é que estão desligadas.

### Controlo de animais selvagens
As cercas elétricas são úteis no controlo de movimentos de animais selvagens. Podem ser usadas, por exemplo, para impedir animais selvagens de entrar em explorações agrícolas, em pistas de aviação ou em áreas urbanizadas.

### Segurança
As cercas eletrificadas não letais são usadas para evitar o acesso a instalações tanto privadas como governamentais. Muitas destas cercas funcionam como um sistema monitorizado anti-intrusão, além de causarem um choque elétrico incómodo. As cercas eletrificadas são, ocasionalmente, usadas para desencorajar tentativas de suicídio em estruturas altas ou para reduzir a incidência de pichações ou de outros atos de vandalismo.
As cercas eletrificadas podem ser projetadas para apenas detetarem um intruso, não lhes aplicando um choque elétrico.
As cercas eletrificadas projetadas para provocarem um potencial efeito letal também podem ser usadas como barreiras antipessoal.